# Heinrich Zaar (Architekt, 1847)
Jacob Heinrich Zaar (* 6. Juli 1847 in Koblenz; † 13. Januar 1904 ebenda) war ein deutscher Architekt, Militärbaumeister und Geheimer Baurat.

## Leben
Heinrich Zaar war der älteste Sohn des Arztes Heinrich Joseph Zaar und der Katharina Zaar geb. Führer. Seine jüngeren Brüder waren Carl und August Leo Zaar. Er absolvierte ein Architekturstudium. 1873 erhielt er den Schinkelpreis des Architektenvereins in Berlin. Wahrscheinlich 1874 machte er die Bauführerprüfung. Er arbeitete zunächst im Büro von Gropius & Schmieden und wurde 1877 bei der Königlichen Ministerial-Bau-Kommission als Regierungsbaumeister vereidigt. 1878 überarbeitete er die Pläne für die geplante Kriegsakademie, die dann aber von Franz Schwechten endgültig bearbeitet wurden. 1879 wurde er zum Garnison-Baumeister im Ministerial-Baubüro des Kriegsministeriums ernannt, 1880 als Garnison-Bauinspektor nach Breslau und 1888 in gleicher Funktion von Breslau in den Bezirk der Intendantur des Garde-Korps nach Berlin versetzt. 1889 erfolgte eine Versetzung in eine Lokal-Beamtenstelle des Bezirks des III. Armeekorps in Berlin. Im Januar 1891 wurde er zum Baurat ernannt und im März 1893 nach Magdeburg zur Wahrnehmung der Geschäfte des Intendantur- und Baurats der Intendantur des IV. Armee-Korps versetzt. Im Juli 1893 wurde er zum Intendantur- und Baurat ernannt, im Januar 1895 als solcher zur Intendantur des III. Armee-Korps nach Berlin, im Mai 1896 zur Intendantur der militärischen Institute und am 1. Januar 1900 zur Intendantur des VIII. Armee-Korps versetzt. 1903 wurde er zum Geheimen Oberbaurat ernannt.

## Familie
Heinrich Zaar war in erster Ehe mit Karoline Emma Wilhelmine Loewenstein (1848–1895) verheiratet. Der Sohn Heinrich Johann Wilhelm Zaar wurde ebenfalls Architekt.

## Bauten
- 1883/84: Pferdestall für die Schlesische Train, Bataillon Nr. 6 in Breslau
- 1884/85: Reitbahn für die Schlesische Train, Bataillon Nr. 6 in Breslau
- 1885/86: Reitbahn für drei Escadrons des Schlesischen Husaren-Regiments Nr. 4 in Ohlau
- 1887/88: Reitbahn für die reitende Abteilung des Feld-Artillerie-Regiments von Peucker (Schlesien) in Schweidnitz, 2. Reitbahn für das Husaren-Regiment von Schill (1. Schlesisches) Nr. 4 in Ohlau und Wacht-, Arrest- und Handwerkstätten-Gebäude in Brieg
- 1888/89: Rauh- und Fouragemagazin in Breslau
- 1890/91: Körnermagazin in Brandenburg am Harz
- 1890–1892: Magazin-Gehöft in Berlin-Moabit (Entwürfe zusammen mit Köhne und Kneisler, A. Kneisler und RB Koppen, Berlin)